# Cédric Pineau
Cédric Pineau (født 8. maj 1985) er en fransk tidligere professionel cykelrytter.